# Астаріон
Астаріон Анкунін (англ. Astarion Ancunín) — вигаданий персонаж, ельф із відеогри Baldur's Gate 3 бельгійської компанії Larian Studios, заснованої на рольовій системі Dungeons & Dragons та чиї події розгортаються в Забутих Королівствах. У Baldur's Gate 3 Астаріон представлений як один із головних персонажів, як протагоніст і як супутник. Астаріон — пройдисвіт за класом, він спеціалізується на скраданні, зламі замків і прихованих атаках. За сюжетом Астаріона було викрадено разом з іншими центральними героями, його заражають паразитом ілітидів і відтепер він мусить шукати спосіб вилікуватися. На початку історії з'ясовується, що він вампірське поріддя, і його особисті пошуки зосереджені на тому, щоб урятуватися від свого колишнього господаря, Казадора.
Сприйняття Астаріона було повсюдно позитивним. Коли його вперше побачили під час дочасного доступу до Baldur's Gate 3, він швидко став улюбленцем шанувальників. Про це свідчить його присутність на обкладинці гри та головна роль у наступних трейлерах і маркетингових кампаніях. Він також заслужив похвалу критиків за свій сухий, зухвалий характер, таємничу передісторію та сексуальну привабливість. Астаріона озвучує англійський актор Ніл Ньюбон, який також отримав став відомим, вигравши кілька нагород за свою гру, зокрема Golden Joystick Awards 2023 року за найкращу чоловічу роль другого плану та найкращу гру на церемонії Game Awards 2023 року.

## Зовнішність
Астаріон — вампірське поріддя високого ельфа, якому на вигляд близько 30 років, незважаючи на те, що йому вже кілька століть. Його зріст приблизно 180 см, він має середню статуру і різкі риси обличчя. У нього бліда шкіра з темними колами та мішками під багряними очима. У нього також кучеряве сріблясте волосся довжиною до щелепи та завитки навколо довгих загострених вух. На правій стороні шиї у нього шрам від укусу, який залишився після того, як його старий господар Казадор перетворив його на вампіра, а також безліч шрамів, вирізаних Казадором, що покривають більшу частину його спини. Коли справа доходить до одягу, Астаріон зазвичай обирає вигадливіший варіант, одягаючи складний дублет, шкіряні штани та вишиті шкіряні черевики. Він ретельно вишиває і ремонтує свій одяг, підтримуючи його в належному стані, наскільки це можливо. Астаріон також дуже уважно стежить за своєю гігієною та зовнішнім виглядом, особливо за волоссям, нігтями, шкірою та одягом.

## Сприйняття
Коли вийшла Baldur's Gate 3, Астаріон миттєво став улюбленим персонажем фанатів: NBC News та CNN повідомили, що відео за його участю отримали понад пів мільярда переглядів у TikTok, а фанати називали його риси серцеїда, зухвалі жарти та приємну романтичну історію одними з головних причин, чому вони полюбили цього персонажа. Крім того, інші гравці заявили, що вони ототожнюють себе з його історією як людини, що пережила травму і насильство, і вважають його персонажем, що втішає тих, хто має подібний досвід. Обговорюючи сприйняття персонажа, Ніл Ньюбон, актор, що озвучує Астаріона, зазначив: «Неймовірно зворушливо, коли люди підходять до мене і кажуть: „Історія Астаріона дозволила мені відчути, що мене побачили“, і до цього я не був готовий — це було щось дивовижне, дике й прекрасне».
Астаріон високо цінується серед інших членів гурту в Baldur's Gate 3, займаючи високі місця в численних списках найкращих персонажів. Джессіка Філлбі з Dexerto помістила його в S-рівень поряд із Карлак і Тенесердою, зазначивши: «Важко встояти перед Астаріоном у Baldur's Gate 3, чи то вампірські чари, чи то чиста харизма, якою він володіє. У будь-якому випадку, Астаріон кумедний, надзвичайно кокетливий і створює достатньо проблем, щоб зацікавити будь-якого гравця в D&D». У статті для Den of Geek Метью Берд назвав Астаріона четвертим найкращим супутником у грі, пояснивши, що «історія Астаріона не лише переконлива, але й одна з небагатьох головних героїв, які цікаві з самого початку, а не після того, як ви вклали значний час у знайомство з персонажем. Історія Астаріона ніколи не буває такою, якою ви її собі уявляєте, і я маю на увазі це в найкращому сенсі». Кейтлін Мітчелл Джуетт з Game Rant назвала Астаріона одним із найкращих супутників гри, посилаючись на його складну та переконливу історію, його корисність як члена гурту, його романтичну сюжетну лінію і його унікальний погляд на центральний конфлікт". У тому ж виданні Керрі Телбот похвалила персонаж Астаріона, а також сценарій і гру Руні та Ньюбона за те, що вони революціонізували систему моралі в рольових іграх. У 2024 році опитування, проведене Британською академією телебачення та кіномистецтва за участю близько 4 000 респондентів, назвало Астаріона сімнадцятим найбільш культовим персонажем відеоігор усіх часів.